# Chavdar (huyện)
Chavdar là một huyện thuộc tỉnh Sofia, Bungaria. Dân số thời điểm năm 2001 là 1422 người.